# CRマーメイドザブーン
CRマーメイドザブーン（しーあーる-、CR MERMAID ZABUUN）とは2004年4月にサミー株式会社より発売されたパチンコ機。

## スペック

### CRマーメイドザブーンST
- 大当たり確率 - 低確率1/99.4 高確率1/9.9
- 確変割合 - 100%・4回転まで
- 時短 - 高確率状態終了後60回転
- 賞球数 - 4(スタートチャッカー)＆13(その他)＆15(アタッカー)
- 継続回数 - 4ラウンド10カウント

### CRマーメイドザブーンHN
- 大当たり確率 - 低確率1/306.2 高確率1/68.8
- 確変割合 - 50%・次回大当たりまで
- 時短 - 高確率状態での通常大当たり終了後100回転
- 賞球数 - 4(スタートチャッカー)＆13(その他)＆15(アタッカー)
- 継続回数 - 15ラウンド9カウント

### CRマーメイドザブーンFN
- 大当たり確率 - 低確率1/348.6 高確率1/61.36
- 確変割合 - 50%・次回大当たりまで
- 時短 - 通常大当たり終了後100回転
- 賞球数 - 4(スタートチャッカー)＆13(その他)＆15(アタッカー)
- 継続回数 - 15ラウンド9カウント

## 予告演出

### どこでもミニキャラクター
通常変動画面の背景である海の中に出現する。中には、自らは動かず背景のスクロールに同調して移動する見落としやすいミニキャラもある。
- 大当たり確定ミニキャラ
  - 歩くA
  - えいりやん
  - 金色珊瑚
  - 金色マンボウ
  - たのしいたけ

- スーパーリーチ予告ミニキャラ
  - ポセイドンの槍 - ポセイドンリーチを予告。法則崩れは大当たり確定。
  - ミニポセイドン - ポセイドンリーチを予告。法則崩れは大当たり確定。
  - 竪琴 - セイレーンリーチを予告。法則崩れは大当たり確定。
  - ミニボルケノン - ボルケノンリーチを予告。法則崩れは大当たり確定。
  - ミニ人魚 - いずれかのスーパーリーチを予告。ノーマルリーチになれば法則崩れで大当たり確定。

- リーチ確定ミニキャラ
  - 空き瓶
  - オレンジ色の小さな魚群
  - カジキ
  - 金魚
  - 潜水艦
  - 虹色の泡
  - 白鯨
  - ピンク色のクラゲ
  - モアイ像

大半がノーマルーリーチ止まりであり、スーパーリーチに行っても信頼度は低い。むしろ、これらのキャラがいることにより、他の熱めの予告と複合したとしても信頼度が下がる傾向がある。なお、キャラの種類による信頼度の違いはほとんどない。
- その他のミニキャラ

上記の他にもミニキャラは存在するが、単なる飾りでリーチや信頼度には影響しないため省略する。

### チャンス目連続予告
「3・3・A」揃いが保留内で連続する。連続すれば連続するほど信頼度は高くなる。このときには保留3～4の状態でも短縮がかからないため連続予告であると判別できる。この後、即停止や枠外大当たりになる場合が多い。但し、単なるガセもある。

### リーチ時音声
通常は以下の2種類である。
- 「リーチ」 - シングルリーチ時
- 「ダブルリーチ」 - ダブルリーチ時

以下に挙げる通常と異なる音声であれば信頼度アップとなる。
- 「リ・リ・リ・リーチ」 - シングルリーチ時限定。スーパーリーチを予告。法則崩れは大当たり確定。
- 「ダ・ダ・ダ・ダブルリーチ」 - ダブルリーチ時限定。スーパーリーチを予告。法則崩れは大当たり確定。

更に以下の音声であれば大当たり確定。
- 「超ラッキー」
- 「ファビラス」

※大当たり確定音声は上記以外にも存在する。

### クラゲ予告
リーチがかかった直後にクラゲの群集が出現する場合がある。信頼度少々アップ程度。

### いつでも人魚群
人魚群には3種の出現タイミングがある。
- 先人魚群 - リーチがかかる前に画面を横切る。信頼度高。
- 人魚群 - リーチがかかった直後に画面を横切る。信頼度中。
- 後人魚群 - リーチがかかった後にしばらく遅れてから画面を横切る。信頼度中の上。

人魚群の出現はスーパーリーチ予告となる。従って、スーパーに発展しなければ法則崩れで大当たり確定である。

### 図柄ナビゲーションランプ
盤面には図柄に対応した9種のランプがある。
- A - クラブ（カニ）
- 2 - ノーチラス（オウムガイ）
- 3 - ミカ（緑髪の人魚）
- 4 - アーケロン（カメ）
- 5 - クラーケン（巻き貝）
- 6 - モサ（魚）
- 7 - キョウコ（栗毛の人魚）
- 8 - ブルーブレキオ（首長竜）
- ★ - ヒトデ（図柄間のブランク）

リーチ時にPUSHボタンを押すことにより、これらのいくつかが点灯し、点灯したものはリーチ箇所での停止予定図柄の候補になる。
従って、リーチ対象図柄のみが点灯していれば大当たり確定となる。
消灯している図柄がリーチ箇所で停止した場合は法則崩れとなり、再始動して大当たり確定となる。この場合はスーパーリーチに発展することはない。
ヒトデが点灯せずにスーパーリーチに発展した場合は大当たり確定。これは、スーパーリーチでハズレとなる場合は必ず図柄間で停止するため。
通常とは異なる効果音とともにランプが全部点灯または全部消灯という大当たり確定パターンもある。
なお、リーチ対象図柄がすべて消灯して他の図柄は点灯というハズレ確定パターンというのは存在しない。

### 真珠ランプ
人魚の役物が抱く真珠のランプの色は、スーパリーチ発展時にのみ以下のような意味を持つ。
- 虹色 - 大当たり確定。発展先は不定。
- 白 - 信頼度アップ。発展先は不定。
- 青 - ポセイドン渦巻きリーチまたはポセイドンリーチ確定。
- ピンク - セイレーンリーチ確定。
- 赤 - ボルケノンリーチ確定。

なお、変動開始時にも様々な色で光るが、これは信頼度や演出には影響しない。

### 宝箱予告
宝箱はST中および時短中限定の演出で、画面下端中央に出現する。
ST中には宝箱が常に出現している。4(フォー),3(スリー),2(ツー),1(ワン)のカウントダウン音声とともに蓋が開く場合があり、中身により大当たり信頼度が変化する。カウントダウン音声が通常とは異なることもあり、その内容により信頼度アップ（「チャンス!!」「激アツよ」等）または大当たり確定となる場合もある。なお、蓋が開かなければリーチすらかからないので当たることはない。
時短中には宝箱がランダムに出現する。出現してすぐに蓋が開く場合もあれば、出現したまま1～4回転経過後に蓋が開く場合もあり、前者の方が信頼度は高い。また、出現しても蓋が開かずに沈んでしまうこともある。中身についてはST確変中と同じ。
宝箱の中身を以下に挙げる。
- V - 大当たり確定（FN,HNでは確変大当たり確定）
- 当 - 大当たり確定
- 命 - スーパーリーチ予告。法則崩れは大当たり確定。信頼度高（ST確変中のハズレは稀だが当たり確定ではない）。
- ！ - リーチ確定。信頼度低。
- ？ - ほぼリーチになる。信頼度低。
- 空箱 - 何も起こらないことが大半だが、リーチになることもある。信頼度低。

## リーチ演出

### ノーマルリーチ
上段と下段に同じ図柄が縦方向に並んで停止するとシングルリーチ、斜め方向に並んで停止するとダブルリーチとなる。
中段の変動が停止したときに、縦方向または斜め方向に同じ図柄が3つ揃って並んでいると大当たりとなる。
中段の変動がいつまでも停止しなければスーパーリーチへ発展する。
変動時にブランク図柄であるヒトデが月に変わっていたら、以後の演出に関わらず大当たり確定となる。
- 即停止

シングルリーチ・ダブルリーチ共通の大当たり確定演出。
中段の変動がスローになる前に「ビンゴ！」の声とともにいきなり停止して図柄が揃う。
- 枠外大当たり

シングルライン限定の当たり確定演出。（リーチは伴わないが、便宜的にノーマルーリーチの欄で説明する。）
変動が停止してしばらく経過した後に効果音とともに画面がホワイトアウトし、画面外右側で縦方向に揃った図柄が中央に移動してくる。
出現率は低い。

### スーパーリーチ
スーパーリーチには以下の4種類がある。
- ポセイドン渦巻きリーチ・ポセイドンリーチ

ダブルリーチ限定。
表示がアップになり渦巻きが出れば信頼度高。そうでなければ信頼度中。
斜め一列に同じ図柄が揃えば大当たり。
一瞬ハズレと思わせておいて戻り／進みの再始動で当たる場合がある。
発展時にポセイドンが長々と喋れば大当たり確定。
- セイレーンリーチ

シングルリーチ・ダブルリーチ共通。シングルは信頼度低、ダブルであれば信頼度中。
当たり図柄が貝の中に表示されたときに、貝が開いたままになって泡が出れば大当たり。
一旦ハズレ後にセイレーンが登場して復活当たりする場合がある。
発展時にセイレーンが「私の奏でる音色で、幸運を呼び寄せましょう。」と喋れば大当たり確定。
- ボルケノンリーチ

シングルリーチ限定。信頼度低。
縦一列に同じ図柄が揃えば大当たり。
一瞬ハズレと思わせておいて戻り／進みの再始動で当たる場合がある。
発展時にボルケノンが「わが炎の力、とくと見るが良い！」と喋れば大当たり確定。
全スーパーリーチに共通して、突入直後に背景にサミーのロゴがカットインすれば大当たり確定となる。

## 大当たり演出

### BGM選択機能
5連チャンするとその大当たりに限り、ラウンド中のBGMを任意に選択して通常とは違うものに変更できる。BGMの選択は2ラウンド目でPUSHボタンを押すことにより行える。
選択できるBGMは次の通り。
- BGMその1 - マーメイドザブーンのもう1つのラウンド曲
- BGMその2 - パチスロ「アラジンA」のアラジンチャンスの曲
- BGMその3 - パチスロ「猛獣王」のサバンナチャンスの曲

また、5連チャン目以降は、大当たりしたときの「大当たり」の音声が「大爆発」に変わる。